# فجوة لوكمان

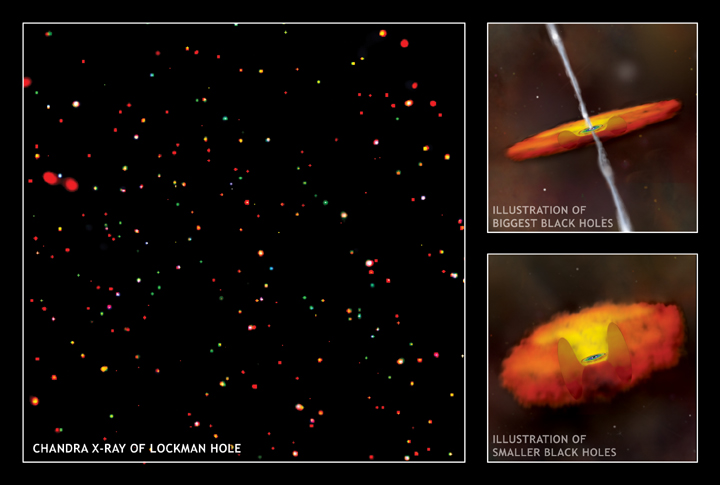
فسيفساء مرصد شاندرا للأشعة

فجوة لوكمان هي منطقة من السماء بها كميات قليلة من غاز الهيدروجين المحايد تسمح بمشاهدة الأجرام السماوية بوضوح. تتوهج غيوم الهيدروجين المحايد بشكل خافت مع ضوء الأشعة تحت الحمراء وتحجب المناظر البعيدة عند أطوال موجات الأشعة فوق البنفسجية والأشعة السينية الشديدة . إنها تتداخل مع المشاهدة عند تلك الأطوال الموجية في جميع الاتجاهات الأخرى تقريبًا لأنها شائعة في مجرتنا. لذا فإن فجوة لوكما بمثابة نافذة لوكمان واضحة نسبيًا للأجسام البعيدة ، مما يجعلها منطقة جذابة في السماء لاستطلاعات علم الفلك الرصدية. تقع تلك الفجوة بالقرب من نجوم المؤشر لـ Big Dipper في كوكبة Ursa Major ويبلغ حجمها حوالي 15 درجة قوسية مربعة. سميت على اسم مكتشفها ، عالم الفلك جاي لوكمان.

## الموقع
يقع Lockman Hole في حوالي مطلع مستقيم 10 ساعات و 45 دقيقة ، وميل + 58 درجة ويتم تحديده من خلال منطقة منخفضة غاز الهيدروجين المحايد ومنخفض كثافة عمود الغبار. كثافة العمود هي مقياس شائع الاستخدام في علم الفلك لكمية عنصر أو جزيء كيميائي معين في اتجاه معين. في هذه المنطقة تبلغ كثافة العمود النموذجية للهيدروجين المحايد هي N H = 0.6 x 10 20 cm −2 . كثافة العمود هذه أقل بشكل مناسب من القيم النموذجية بالقرب من قطبي المجرة ، حيث N H {\displaystyle \sim } 10 20 سم-2 ، وكثافة عمود HI لـ N H > 10 21 cm- 2 شائعة عند خطوط العرض المنخفضة للمجرة وباتجاه السحب العالية.
المنطقة حول B1950.0 مطلع مستقيم 10سا 45د والميل 57 (درجة قوسية و 20 دقيقة قوسية حد أدنى N H يساوي 4.5 x 10 19 cm −2 . هناك سحابة منتشرة تغطي نصف الحقل.
منطقة Lockman Hole East هي منطقة فرعية من فجوة لوكمان و تتمركز في J2000.0 مطلع مستقيم 10سا 52د وميل +57 درجة .
فجوة لوكمان الشمالية الغربية (LHNW) هي منطقة تظهر بعرض القمر في J2000.0 مطلع مستقيم 10سا 34د وميل +57 درجة و 40 دقيقة ،  بكثافة عمود N H = 5.72 × 10 19 سم −2 .

## امتصاص وانبعاثات غاز الهيدروجين
تنتشر سحب الهيدروجين المحايد في كل مكان في مجرة درب التبانة ، وتمتص بشكل فعال الفوتونات ذات الطاقة الكافية لتأين الهيدروجين ، الأمر الذي يتطلب طاقة تبلغ 13.6 إلكترون فولت (في نطاق الأشعة فوق البنفسجية القصوى ). حتى الكميات الصغيرة نسبيًا من الهيدروجين في فجوة لوكمان تمتص معظم الإشعاع عند طاقات 13.6 إلكترون فولت وفوقها بقليل ، لكنها تنقل الأشعة فوق البنفسجية والأشعة السينية الشديدة من الأجسام خارج المجرة بدرجة أكبر من المناطق الأخرى في السماء .
يرتبط الهيدروجين المحايد أيضًا بالانبعاثات المنتشرة في أطوال موجات الأشعة تحت الحمراء التي يمكن أن تخلط بين مشاهدات مصادر الأشعة تحت الحمراء الخافتة.

## أنظر أيضا
- الحقل العميق تشاندرا الجنوبي
- وسط بين النجوم
- فقاعة محلية
- السحابة بين النجوم المحلية

## روابط خارجية
- لوكمان هول في شاندرا
- الرسوم المتحركة لوكمان هول
- ثقب لوكمان بجوار مرصد هيرشل الفضائي
- تلسكوب سبيتزر الفضائي وثقب لوكمان
- ملاحظات XMM-Newton من Lockman Hole
- ثقب لوكمان من معهد ماكس بلانك للفيزياء الخارجية